# Emalahleni (Mpumalanga)
Emalahleni – gmina w Republice Południowej Afryki, w prowincji Mpumalanga, w dystrykcie Nkangala. Siedzibą administracyjną gminy jest Witbank.